# Тиммерман, Ульф
Ульф Бела Тиммерман (нем. Ulf Béla Timmermann, род. 1 ноября 1962 года, Восточный Берлин, ГДР) — немецкий толкатель ядра, Олимпийский чемпион 1988 года в Сеуле, неоднократный рекордсмен мира.

## Достижения

### Летние Олимпийские игры
- Летние Олимпийские игры 1988 в Сеуле — золотая медаль
- Летние Олимпийские игры 1992 в Барселоне — 5-е место

### Чемпионат мира по лёгкой атлетике
- Чемпионат мира по лёгкой атлетике 1983 в Хельсинки — серебряная медаль
- Чемпионат мира по лёгкой атлетике 1987 в Риме — 5-е место

### Чемпионат Европы по лёгкой атлетике
- Чемпионат Европы по лёгкой атлетике 1990 в Сплите — золотая медаль
- Чемпионат Европы по лёгкой атлетике 1986 в Штутгарте — серебряная медаль

### Чемпионат мира по лёгкой атлетике в помещении
- Чемпионат мира по лёгкой атлетике в помещении 1987 в Индианаполисе — золотая медаль

### Чемпионат Европы по лёгкой атлетике в помещении
- Чемпионат Европы по лёгкой атлетике в помещении 1987 в Льевене — золотая медаль

### Мировые рекорды в лёгкой атлетике
- Мировой рекорд в 1985 году — 22,62 метра
- Мировой рекорд 22 мая 1988 года — 23,06 метра